# 2000 (số)
2000 (hai nghìn, hay hai ngàn) là một số tự nhiên ngay sau 1999 và ngay trước 2001.